# Sergio Emanuelson
Sergio Emanuelson is een Surinaams scenarioschrijver en songwriter. Hij bereikte meerdere keren de finale van SuriPop en won het festival in 2012.

## Biografie
Emanuelson schreef het script van de romantische comedyfilm De tip van Beyonce, die in augustus 2010 in Suriname in première ging. Hij schreef het naar aanleiding van een scenariowedstrijd die was uitgeschreven door (Jerrel) Bijlhout Media. De jury bestond uit Cynthia McLeod en Borger Breeveld.
Emanuelson bereikte sinds 2010 meerdere finales van het componistenfestival SuriPop en won de XVIIe editie in 2012 met het lied Koloku. Dit jaar was het de winnende inzending van het festival. Het lied werd in een duet gezongen door Elvin Pool en Lady Shaynah (Shanice Redan). Twee jaar eerder zong Pool ook een door Emanuelson ingezonden lied. Dat was Mi sa sji a tangi en eindigde toen op de derde plaats. Het werd gearrangeerd door Ornyl Malone. Hij bereikte de finale van het festival achtereenvolgens ook in 2014 met zijn lied Wan okasi, in 2016 met Dek'ati en in 2018 met Atibron.